# SII (entreprise)
 (mars 2019).
Si vous disposez d'ouvrages ou d'articles de référence ou si vous connaissez des sites web de qualité traitant du thème abordé ici, merci de compléter l'article en donnant les références utiles à sa vérifiabilité et en les liant à la section « Notes et références ».
Pour les articles homonymes, voir SII.
Le groupe SII est une société d’ingénierie et de conseil en technologies (ICT) et une entreprise de services numériques (ESN). Créé en 1979 par Bernard Huvé, le groupe compte près de 16 000 salariés pour un chiffre d'affaires de 1022,5 millions d'euros au bilan 2023. Il dispose de 100 implantations en France et à l'étranger. Le groupe n'est plus coté à la Bourse de Paris.

## Historique
En 1979, SII est créée à Paris par Bernard Huvé, actuel président du Conseil de Surveillance. En 1984, à l'occasion d'un contrat avec le laboratoire d'IBM, SII s'implante à Nice. En 1987 et 1989, la société se déploie en Île-de-France avec la création de deux agences à Cergy (1987) et Vélizy (1989).
En 1997, une agence ouvre à Rennes, sur la technopole d'Atalante, pour des activités télécoms et télévision numérique. En 1998, une agence ouvre à Aix-en-Provence. En 1999, SII est introduite en bourse sur le second marché de l'époque devenu NyseEuronext Paris - Segment C.
Entre 2000 et 2003, SII poursuit son maillage national avec l'ouverture d'agences à Nantes, Toulouse, Strasbourg et Lille. Entre 2005 et 2007, SII commence son internationalisation par l'ouverture de filiales en Pologne, en Belgique et en République Tchèque. En France, la société ouvre des bureaux rattachés aux agences régionales afin de densifier sa présence locale.
En 2008, les premières croissances externes hors des frontières nationales accélèrent la présence de SII à l'étranger, avec la création de SII Maroc comme base off-shore, l'acquisition du Groupe Coris en Suisse, la création d'une filiale au Luxembourg et l'acquisition du groupe Concatel implanté en Espagne, Argentine et Roumanie.
En 2010 et 2011, SII acquiert la société AIDA Development en Allemagne et crée une filiale au Chili pour renforcer sa position en Amérique du Sud. Entre 2011 et 2013, SII acquiert les sociétés Uniway en Belgique et Oevo à Lyon. En janvier 2013, une filiale est créée en Inde, à Bangalore. En 2014, SII acquiert le Groupe Rücker Aerospace et de sa filiale néerlandaise Silver Aerospace. En 2015, SII créée une filiale au Canada pour s'établir en Amérique du Nord et renforce sa présence en Amérique du Sud avec l'acquisition de la société I+D Group en Colombie. Suit en 2017 l'acquisition de Feel Europe Groupe.
En 2021, la Fondation SII a été créée dans le but de soutenir, promouvoir, accompagner des projets citoyens ou des initiatives d'intérêt général en lien avec les enjeux du numérique.
Entre 2022 et 2023, SII acquiert Metanext pour renforcer son offre cloud et RISA IT, société de services néerlandaise spécialisée dans le développement de logiciel et le test. Le groupe s’implante également au Luxembourg et en Italie pour déployer son leadership européen et ouvre une filiale aux Etats-Unis.
La famille Huvé retire la société de la bourse de Paris en 2024.

## Activités
Il existe deux métiers distincts au sein de SII :
- Ingénierie et conseils (Engineering) : ingénierie systèmes, tests et simulation, systèmes embarqués, génie mécanique
- Services Numériques (Information Technology) : infrastructures, data, applications, cybersécurité, transformation

## Secteurs d’activités
SII intervient dans des secteurs d’activités variés tels que : 
- Aéronautique
- Spatial
- Défense
- Banque-Assurance
- Télécommunications
- Energie
- Retail
- Transports
- Industrie

## Implantations
Le siège du groupe SII est situé en France à Paris dans le 12ème arrondissement de Paris. Le groupe s’exporte grâce à ses 21 filiales et ses 100 implantations réparties en Europe, en Amérique, en Afrique du Nord et en Asie.
SII est présent en Allemagne, en Argentine, en Belgique, en Colombie, en Espagne, aux Etats-Unis, en France, en Inde, en Italie, au Luxembourg, en Pologne, en République Tchèque, en Roumanie, en Suède, en Suisse, en Ukraine, au Royaume-Uni, au Chili, au Canada, au Maroc et aux Pays-bas.

## Données financières
| Années                      | 2018  | 2019   | 2020   | 2021   | 2022  | 2023    |
| Chiffre d'affaires          | 560,9 | 631,38 | 676,33 | 654,19 | 828,9 | 1 022,5 |
| Résultat opérationnel       | 37,99 | 45,40  | 43,14  | 34,70  | 79,07 | 100,66  |
| Résultat net part du groupe | 25,82 | 30,60  | 26,98  | 24,73  | 59,41 | 80,47   |